# Gewehrpanzergranate
La Gewehr-Panzergranate è una granata anticarro HEAT a carica cava da fucile, sviluppata dalla Germania durante la Seconda guerra mondiale e adoperata dalla Wehrmacht. La Gewehr-Panzergranate poteva essere lanciata tramite un fucile Mauser Karabiner 98k senza bisogno di ulteriori modifiche.

## Struttura e funzionamento
La Gewehr-Panzergranate veniva lanciato da un schiessbecher (tradotto letteralmente in italiano, "bicchiere da tiro") montato su un normale fucile standard e sparato da una pallottola a salve. La granata era composta da un cappuccio, un cono interno d'acciaio, un corpo superiore d'acciaio, un corpo inferiore d'alluminio, una banda di guida rigata, una carica di tritolo e una spoletta di pentrite.

## Versioni
Il primo modello di questa granata, la Gewehr-Panzergranate 30, fu prodotta a partire dal febbraio 1942. Dal momento che venne sviluppata con l'intento di essere una versione anticarro di una granata altamente esplosiva, questa sarebbe potuta essere efficace contro veicoli corazzati leggeri. Tuttavia fu un insuccesso a causa di una scarsa penetrazione del proiettile. Di conseguenza, la Gewehr-Panzergranate 30 fu subito sostituita con un nuovo modello, la Grosse Gewehr-Panzergranate (anche nota come Mod. 40), la cui produzione iniziò nel novembre 1942. La Grosse Gewehr-Panzergranate riusciva penetrare corazze di carri armati fino a 70 millimetri. Si calcola che di questi due modelli furono prodotti 23.808.900 esemplari dei quali 18.273.600 furono usati durante la guerra.
La terza versione di questa granata fu invece sviluppata dall'accademia delle SS e prese il nome di Gewehrpanzergranate 46 che aveva una penetrazione di 90 millimetri. Un ulteriore potenziamento si ebbe con la Gewehrpanzergranate 61 che penetrava ben 125 millimetri di corazza. Questi ultimi due modelli furono prodotti in piccole quantità verso la fine della guerra.
|                            | peso (in grammi) | lunghezza (in millimetri) | diametro (in millimetri) | carica (in grammi) | penetrazione (in millimetri) |
| -------------------------- | ---------------- | ------------------------- | ------------------------ | ------------------ | ---------------------------- |
| Grosse Gewehrpanzergranate | 390              | 185                       | -                        | 115                | 70                           |
| Gewehrpanzergranate 46     | -                | 93                        | 46                       | 150                | 90                           |
| Gewehrpanzergranate 61     | 520              | 136                       | 61                       | 200                | 125                          |